# Пипес, Феликс
Фриц Феликс Пипес (нем. Fritz Felix Pipes; 15 апреля 1887 года, Прага, Богемия, Австро-Венгрия — 20 января 1983 года, Сиэтл, штат Вашингтон. США) — австро-венгерский теннисист, призёр Олимпийских игр.

## Спортивная карьера
Принимал активное участие в деятельности основанной в 1902 году Австрийской федерации тенниса. В 1908 году принял участие в Олимпийских играх в Лондоне, но не завоевал медалей. В 1912 году на Олимпийских играх в Стокгольме завоевал серебряную медаль в парном разряде (вместе с Артуром Зборжилом).
В 1939 году, через некоторое время после захвата Австрии нацистской Германией, Феликс Пипес из-за своего еврейского происхождения был вынужден вместе с семьёй эмигрировать из Австрии в США - сначала в Нью-Йорк, затем в Сиэтл, где и прожил до конца жизни.